# چیز واقعی (ترانه تو آنلیمیتد)
«چیز واقعی» (به انگلیسی: The Real Thing) ترانه‌ای از گروه یورودنس هلندی تو آنلیمیتد است. این اولین تک‌آهنگ از سومین آلبوم استودیویی آن‌ها با نام چیز واقعی است که در سال ۱۹۹۴ منتشر شد. این ترانه بر مبنای قطعهٔ توکاتا و فوگ در ر مینور نوشته شده که یکی از مشهورترین ساخته‌های یوهان سباستیان باخ است.
ترانهٔ «چیز واقعی» در زمان انتشارش در اروپا با اقبال روبه‌رو شد و در حالی که در فنلاند و هلند شمارهٔ ۱ جدول‌های فروش موسیقی شد در دانمارک، سوئد، بلژیک و سوئیس دومین ترانهٔ پرفروش روز بود. این ترانه در جدول‌های فروش موسیقی اتریش، فرانسه، آلمان ،ایتالیا، نروژ، اسکاتلند، اسپانیا و بریتانیا هم جزو ۱۰ ترانهٔ برتر بود. «چیز واقعی» در ۲۸ می ۱۹۹۴ وارد جدول ۱۰۰ آهنگ داغ اروپا شد و سه هفته بعد به جایگاه نخست آن رسید. بیرون از قارهٔ اروپا این اثر دومین ترانهٔ پرفروش اسرائیل بود و در استرالیا هم تا جایگاه سی و نهم جدول‌های ای‌آرآی‌ای صعود کرد.

## موقعیت در چارت‌های موسیقی
| چارت (۱۹۹۴)                              | بالاترین جایگاه |
| ---------------------------------------- | --------------- |
| استرالیا (ARIA)                          | ۳۹              |
| اتریش (او۳ تاپ ۴۰ اتریش)                 | ۷               |
| بلژیک (اولتراتاپ ۵۰ فلاندرز)             | ۲               |
| دانمارک (IFPI)                           | ۲               |
| اروپا (یوروچارت هات ۱۰۰)                 | ۱               |
| اروپا (یورو تاپ ۲۰)                      | ۲               |
| اروپا (جدول رقص رادیویی اروپا)           | ۲               |
| فنلاند (جدول‌های رسمی فنلاند)             | ۱               |
| فرانسه (اس‌ان‌ئی‌پی)                        | ۱۰              |
| آلمان (رتبه‌بندی سرگرمی جی‌اف‌کی)           | ۴               |
| ایسلند (ایسلنسکی لیستین)                 | ۱۴              |
| اسرائیل (IBA)                            | ۲               |
| ایرلند (IRMA)                            | ۶               |
| ایتالیا (موزیکا ا دیسکی)                 | ۲۲              |
| لیتوانی (M-1)                            | ۱               |
| هلند (تاپ ۴۰ هلند)                       | ۱               |
| هلند (۱۰۰ تک‌آهنگ برتر)                   | ۱               |
| نیوزیلند (RIANZ)                         | ۲۲              |
| نروژ (وی‌جی-لیستا)                        | ۵               |
| اسکاتلند (آفیشال چارتس)                  | ۱۰              |
| اسپانیا (AFYVE)                          | ۳               |
| سوئد (فهرست برترین‌های سوئد)              | ۲               |
| سوئیس (جدول موسیقی سوئیس)                | ۲               |
| جدول تک‌آهنگ‌های بریتانیا (آفیشال چارتس)   | ۶               |
| جدول تک‌آهنگ‌های رقص بریتانیا (میوزیک ویک) | ۱۲              |

| چارت (۱۹۹۴)                  | جایگاه |
| ---------------------------- | ------ |
| بلژیک (اولتراتاپ ۵۰ فلاندرز) | ۲۸     |
| اروپا (یوروچارت هات ۱۰۰)     | ۳۱     |
| فرانسه (اس‌ان‌ئی‌پی)            | ۴۴     |
| آلمان (چارت‌های رسمی آلمان)   | ۴۳     |
| هلند (تاپ ۴۰ هلند)           | ۲۴     |
| هلند (۱۰۰ تک‌آهنگ برتر)       | ۲۲     |
| سوئد (فهرست برترین‌های سوئد)  | ۴۳     |
| سوئیس (جدول موسیقی سوئیس)    | ۴۳     |